# Carlos Alberto Pueyrredón
Carlos Alberto Pueyrredón (Buenos Aires, 18 de julio de 1887-Buenos Aires, 16 de junio de 1962) fue un político, historiador y jurisconsulto argentino, perteneciente al Partido Demócrata Nacional. Se desempeñó como Intendente de la Ciudad de Buenos Aires entre el 6 de diciembre de 1940 y el 11 de junio de 1943. 

## Biografía
Carlos Alberto Pueyrredón nació 18 de julio de 1887 en Buenos Aires como hijo de Julio Pueyrredón, histórico dirigente político del mitrismo, y de Victoria Lynch García. Por parte paterna era nieto de Adolfo Feliciano de Pueyrredón, militante unitario perseguido por el régimen de Juan Manuel de Rosas, y de la brasileña Idalina Carneiro da Fontoura. Su bisabuelo fue el patriota José Cipriano Andrés de Pueyrredón y su tío bisabuelo era Juan Martín de Pueyrredón. Era sobrino de Honorio Pueyrredón, dirigente histórico del radicalismo. 
Pueyrredón realizó sus estudios primarios y secundarios en un colegio inglés y en el Nacional Norte de Buenos Aires. Ingresó a la Facultad de Derecho de la Universidad de Buenos Aires, practicó en el estudio de su padre como procurador, en 1910 obtuvo el título de abogado y luego el de Doctor en Jurisprudencia.
Inició su carrera política participando dentro de las filas del mitrismo, primero en el Partido Republicano, que lideraba el ingeniero Emilio Mitre, en el que llegó a ser presidente del Comité de la Juventud del partido. Luego de la muerte de Emilio Mitre, Pueyrredón comenzó a participar dentro de las filas del también mitrista Unión Cívica, que encabezaba Guillermo Udaondo, hasta su disolución hacia finales de 1916. De su pasado por la UC, Pueyrredón diría: "Actué en política, en las filas de la Unión Cívica, de tradición mitrista. Sus jefes eran Udaondo, Carballido, Frers, Beazley, Drago, mi padre y muchos otros hombres de bien, que me inculcaron sanas normas de patriotismo y su afán de bien público. También me enseñaron a no perdurar en los cargos públicos y a no olvidar que se puede servir tanto al país desde el llano como desde la altura".
También se destacó en la actividad privada como empresario, donde se dedicó a colaborar con su padre n el manejo de sus campos y a escribir artículos sobre temas de actualidad en periódicos como La Mañana y La Fronda. En 1915 contrajo matrimonio con Silvia María Saavedra Lamas, hermana del político, diplomático y premio Nobel de la Paz en 1936, Carlos Saavedra Lamas. 
En 1920 el presidente Marcelo T. de Alvear lo designó como delegado ante la Liga de las Naciones. En 1930 apoyó el golpe militar de 1930 contra Hipólito Yrigoyen. En noviembre de 1931 fue electo como diputado Nacional por la provincia de Buenos Aires en representación del Partido Demócrata Nacional, asumiendo su banca en febrero de 1932 con mandato hasta febrero de 1936. 
Durante su mandato como diputado nacional, Pueyrredón desplegó una intensa actividad legislativa, fundando o suscribiendo 184 proyectos de ley, fuera de 30 leyes promulgadas, ocho de iniciativas directas suyas y las veintidós restantes de legisladores amigos y Ministros del Poder Ejecutivo, que impulsó en la Cámara hasta obtener sanción definitiva, destacándose en su actividad legislativa el proyecto para la demolición parcial del Cabildo de Buenos Aires en 1933. y cuando atacó el proyecto presentando por el ministro Federico Pinedo del impuesto global a la herencia. También integró, en 1933, la misión comercial con Italia, que comandó el embajador Ezequiel Ramos Mexía. 
Entre el 6 de diciembre de 1940 y el 11 de junio de 1943, durante el interinato y luego presidencia de Ramón S. Castillo, se desempeñó como Intendente Municipal de Buenos Aires. Su designación se dio por el vicepresidente en ejercicio del Poder ejecutivo, Ramón Castillo, debido al fallecimiento de Arturo Goyeneche. Pueyrredón integró su gobierno con Luis M. Zuberbühler como secretario de Hacienda y Administración, Martín Aberg Cobo como secretario de Obras Públicas, Higiene y Seguridad. 
Durante su mandato al frente de la municipalidad, Pueyrredón logró sanear las finanzas. También realizó una importante obra social, inauguró el Hospital Fernández e impulsó las obras del Hospital Argerich, adquirió la residencia de los hermanos Noel en la calle Suipacha e hizo de ella un Museo en el cual alojó las colecciones reunidas por Isaac Fernández Blanco, compró la antigua chacra de los Saavedra Zelaya en la Avenida General Paz, y con la ayuda de su esposa en dos meses la casa fue arreglada, alhajada e inaugurada como Museo Saavedra. Además se ocupó de plazas y espacios verdes para niños, el bosque de la Costanera, el ensanche de las avenidas Córdoba y Juramento, dos capillas en el cementerio de la Chacarita, etc. También durante su intendencia tuvo lugar la primera Feria del Libro en mayo de 1943.  
Al terminar su administración, tenía el proyecto de trasladar la Sociedad Rural y el Jardín Zoológico a las cercanías del Museo Saavedra, en las afueras de la ciudad, construir un barrio en ese lugar y desalojar la Penitenciaría y dar nuevo progreso a la zona. Preocupado por el problema social en terrenos de la Municipalidad pensaba edificar viviendas para el personal, los constructores que las levantaran a precio de costo, iban a ser los preferidos para las futuras licitaciones pero la revolución del 4 de junio de 1943 que derrocó al gobierno de Ramón S. Castillo puso fin a su intendencia. Cuando las nuevas autoridades revolucionarias le pidieron que continuara al frente de la Intendencia, Pueyrredón se negó a servir a un gobierno ilegal y autoritario surgido de la fuerza.
Pueyrredón se mantuvo en la vida privada por los siguientes años, aunque participando en la Academia Nacional de la Historia de la República Argentina y en las filas del Partido Demócrata, siendo uno de los hombres de militancia conservadora que acompañó a Vicente Solano Lima cuando dio su discurso en Radio Belgrano el 9 de agosto de 1955. Fue elegido presidente de esa institución hacia finales de 1959, sucediendo a Ricardo Levene, y mantuvo dicho cargo hasta su muerte en 1962. También integró la Junta de Historia y Numismática Argentina, el Instituto Nacional Sanmartiniano, la Sociedad de Historia Argentina, el Instituto Argentino de Ciencias Genealógicas, el Instituto Bonaerense de Numismática y Antigüedades. También publicó una serie de libros entre cuales se incluyen En tiempos de los Virreyes y La Campaña de los Andes, entre otras. 
En octubre de 1960, Pueyrredón se encargó de organizar en Buenos Aires el Tercer Congreso Internacional de Historia de América, que contó con la asistencia de más de trescientos delegados de Europa y de nuestro continente. Para tal organización, el Congreso Nacional le asignó una partida presupuestaria de 6 millones de pesos. Finalizado el Congreso Internacional con el mayor de los éxitos, el presidente Arturo Frondizi en la sesión del 2 de noviembre informó que la Academia y la Comisión encargada del mismo, había realizado "muy importantes economías sin dejar de cumplir con las metas devolvió al Ministerio del Interior el 9 de diciembre de 1960 la suma de 1.500.000 de pesos. En síntesis, el 25% de la partida fue ahorrado y devuelto. Caso inusitado, Pueyrredón fue recibido por el presidente Frondizi, y los diarios se hicieron eco de esta noticia excepcional.
Pueyrredón falleció el 16 de junio de 1962 en su domicilio de la avenida Las Heras 2525 en Buenos Aires a los 73 años de edad. A su entierro concurrieron ministros y exministros del Poder Ejecutivo Nacional, autoridades nacionales, provinciales, cuerpo diplomático argentino y extranjero, representantes de instituciones culturales, sociales económicas y políticas a las que estuvo vinculado a través de su fecunda existencia, como Hernán Giralt por el Poder Ejecutivo y la Municipalidad de la Ciudad de Buenos Aires, Emilio J. Hardoy por la Unión Conservadora, Martín Aberg Cobo por el Banco Popular Argentino, Ricardo Zorraquín Becú por la Academia Nacional de la Historia, Carlos María Gelly y Obes por el Museo Saavedra, entre otros. 
Una plazoleta en el barrio de Palermo lleva su nombre.